# Itraconazol
Itraconazol (Sporanox® van Janssen Pharmaceutica) is een triazool antimycoticum dat wordt voorgeschreven aan patiënten met schimmelinfecties zoals blastomycose, histoplasmose, onychomycose en besmetting met Aspergillus. Zoals andere triazolen verhindert itraconazol de synthese van ergosterol. Itraconazol heeft een werkingsspectrum dat breder is dan dat van fluconazol maar smaller dan dat van middelen als voriconazol en posaconazol.
De stof is opgenomen in de lijst van essentiële geneesmiddelen van de WHO.